# Абраам Албатанеци
Абраам I Албатанеци (арм. Աբրահամ Ա Աղբաթանեցի) — 25-й Католикос всех армян (606/607 — 610/615). Ревностно отстаивал миафизитскую догматику Армянской Апостольской церкви, стремился сохранить каноническое единство армянской, грузинской и албанской церквей, но в итоге именно при нём оформился окончательный раскол между миафизитской армянской и халкидонской грузинской церквями.

## Церковная деятельность
Родился в середине VI века, в деревне Албатан гавара Рштуник. Был епископом Рштуника, в 607 году избран Католикосом всех армян. В его время Армения, будучи разделённой между Византийским и Персидским империями, находилась в центре войны между ними. Одновременно усиливается догматическая борьба между армянской и византийской церквями. Персидский шах Хосров II, грамотно пользуясь этими религиозными разногласиями, начинает всячески поддерживать антихалкидонскую позицию армянской церкви. С его помощью во время военных успехов Персии был устранён противник Абраама — самопровозглашённый католикос византийской части Армении Ованнес. Вскоре после этого десятки прохалкидонски настроенных представителей армянского духовенства «признали свою ошибку» и перешли в армянскую церковь. Усилив свои позиции, Абраам разворачивает строительную и проповедческую деятельность. Вступает в полемические дискуссии с грузинским католикосом Кирионом, защитником халкидонизма. Стремясь утвердить миафизитскую догматику в Грузии, требует от Кириона перейти с грузинского богослужебного языка на армянский. Однако его усилия не увенчаются успехом, и Грузия в 608 году официально принимает халкидонство. Албатанеци в ответ на это отлучает Кириона, тем самим окончательно оформив раскол между армянскими и грузинскими церквями. В 609 году созвал церковный собор в Двине, на котором было установлено правило девяти чинов. Глава Армянской церкви был приравнен по статусу с главой Византийской церкви и объявлен патриархом, глава Албанской церкви — архиепископом, а Сюнийской — митрополитом. Будучи ярым противником Халкидонского собора, Албатанеци также запретил армянам сродниться с халкидонитами (грузинами и греками), разрешив поддерживать только торговые отношения.

## Литературное наследие
В «Книге писем» сохранились несколько его писем, направленных церковным и политическим деятелям Армении и Грузии. Из них особую ценность имеют три письма грузинскому католикосу Кириону. Эти письма имеют важное значение для изучения отношений армянских и грузинских церквей, их догматик. 
«Анафематствуем Манеса, и Маркиона, и Бардесана, и Евтихия, которые говорили, что Сын Божий явился в мире призрачно, по подобию и мнимо, и не истинно воспринял тело и душу от Святой Девы и Богородицы».Абраам Ахбатанеци, Գիրք Թղթոց (Книга Писем)
Албатанеци пытался сохранять единство кавказских церквей (Армении, Грузии и Кавказской Албании), отвергая при этом халкидонские каноны. Письма Абраама, помимо «Книги писем», сохранились и в более поздних армянских источниках, в частности у Ухтанеса, который включил 11 из них в свою «Историю Армении», в главу «История разделения армян и грузин», и у Мовсеса Каганкатваци, у которого 43-я глава 2-й книги «Истории страны Алуанк» взята у Албатанеци.
Помимо писем написал несколько религиозных речей и богословский труд «Вероисповедание и анафема» (арм. Դավանութիւնք եւ նզովք).
Ему приписывают и правовой труд «О браке родственников» (арм. Յաղագս ազգականաց ամուսնութեան), вошедший впоследствии «Судебник Мхитара Гоша». В нём проклинаются брачные союзы между кровными родственниками и рассматривается вопрос о допускаемых (дальних) родственных связях между вступающими в брак.